# Chiropodomys calamianensis
Il topo arboricolo dalla coda a pennello di Palawan (Chiropodomys calamianensis  Taylor, 1934) è un roditore della famiglia dei Muridi, diffuso nelle Filippine.

## Descrizione

### Dimensioni
Roditore di piccole dimensioni, con la lunghezza della testa e del corpo tra 109 e 122 mm, la lunghezza della coda tra 140 e 171 mm, la lunghezza del piede tra 24 e 26 mm, la lunghezza delle orecchie tra 15 e 19 mm e un peso fino a 52 g.

### Aspetto
Le parti superiori variano dal bruno-giallastro scuro al bruno-arancione brillante, la gola, il petto e l'area inguinale sono talvolta bianchi, mentre le parti ventrali variano dal color crema chiaro all'arancione chiaro. Una banda ocracea separa le due parti lungo i fianchi. Le parti dorsali delle zampe sono bianche. I piedi sono bianchi, con una sottile striscia scura che si estende nella parte interna. La coda è più lunga della testa e del corpo ed è uniformemente marrone scura con un ciuffo terminale di lunghi peli.

## Biologia

### Comportamento
È una specie notturna ed arboricola. Un individuo è stato catturato su un tronco d'albero abbattuto.

## Distribuzione e habitat
Questa specie è diffusa sulle isole di Palawan, Balabac, Busuanga, Dumaran e Calauit, nelle Filippine.
Vive nelle foreste di pianura, piantagioni di Palme da cocco e boschi di bambù fino a 700 metri di altitudine.

## Conservazione
La IUCN Red List, considerato l'esiguo numero di individui conosciuti, classifica M.calamianensis come specie con dati insufficienti (DD).